# سيت سينوفيتش
سيت سينوفيتش (بالإنجليزية: Seth Sinovic)‏ (28 يناير 1987 بكانساس سيتي في الولايات المتحدة - ) هو لاعب كرة قدم أمريكي في مركز الدفاع. لعب مع سبورتينغ كانساس سيتي ونيو إنجلاند ريفولوشن وChicago Fire U-23 ‏.

## وصلات خارجية
- سيت سينوفيتش على موقع الدوري الأمريكي (الإنجليزية)
- سيت سينوفيتش على موقع إي إس بي إن إف سي (الإنجليزية)
- سيت سينوفيتش على موقع قاعدة بيانات كرة القدم.إي يو (الإنجليزية)
- سيت سينوفيتش على موقع Soccerbase.com (لاعب) (الإنجليزية)
- سيت سينوفيتش على موقع Soccerway.com (الإنجليزية)
- سيت سينوفيتش على موقع عالم كرة القدم.نت (الإنجليزية)
- سيت سينوفيتش على موقع AS.com (الإسبانية)